# Divers
Pour un article plus général, voir Indépendant (politique).
« Divers » (abrégée en DIV, ou LDV entre 1995 et 2008 puis LDIV depuis 2015 pour « liste divers ») est une nuance politique créée en 1995 par le ministère de l'Intérieur français.
Cette nuance est attribuée à toute liste et tout candidat ne se revendiquant pas d'une étiquette partisane particulière et n'étant pas rattachable à toute autre sensibilité politique. De facto, elle est attribuée à toute liste et tout candidat considéré comme inclassable par les préfets.

## Histoire
La nuance est créée en 1995, défaisant le procédé jusqu'alors en place de classer tout candidat sans affiliation partisane en DVG ou DVD.
Entre les élections sénatoriales de 2008 et les élections législatives de 2012,, elle est remplacée par la nuance « Autres » (abrégée en AUT ou LAUT pour « autre liste ») qui s’y substitue entièrement.
En 2020, la circulaire Castaner définit l'attribution de la nuance « Divers » comme intégrant les candidats « dont les opinions sont inclassables, catégorielles, apolitiques ou fantaisistes ». À partir de 2022, la mention « fantaisiste » est retirée de la définition de la circulaire Darmanin,.

## Résultats électoraux

### Élections législatives
| Année | 1er tour | 1er tour | 2e tour | 2e tour | Élus    |
| Année | Voix     | %        | Voix    | %       | Élus    |
| ----- | -------- | -------- | ------- | ------- | ------- |
| 1997  | 351 503  | 1,39     | 28 916  | 0,11    | 5 / 577 |
| 2002  | 194 946  | 0,77     | 13 036  | 0,06    | 1 / 577 |
| 2007  | 267 987  | 1,03     | 33 068  | 0,16    | 1 / 577 |
| 2012  | 133 752  | 0,52     |         |         | 0 / 577 |
| 2017  | 500 309  | 2,21     | 100 574 | 0,55    | 3 / 577 |
| 2022  | 192 624  | 0,85     | 18 296  | 0,09    | 1 / 577 |

### Élections européennes
| Année | Voix    | %    | Élus   |
| ----- | ------- | ---- | ------ |
| 2004  | 587 734 | 3,42 | 0 / 78 |
| 2009  | 766 894 | 4,45 | 0 / 72 |
| 2014  | 827 526 | 4,37 | 0 / 74 |

### Élections régionales
| Année | 1er tour | 1er tour | Élus     |
| Année | Voix     | %        | Élus     |
| ----- | -------- | -------- | -------- |
| 1998  | 841 732  | 3,86     |          |
| 2004  | 164 389  | 0,68     | 0 / 1880 |
| 2010  | 366 354  | 1,88     | 2 / 1880 |
| 2015  | 226 264  | 1,04     | 0 / 1910 |
| 2021  | 93 125   | 0,63     | 0 / 1926 |

### Élections cantonales puis départementales
| Année | 1er tour | 1er tour | 2e tour | 2e tour | Élus       |
| Année | Voix     | %        | Voix    | %       | Élus       |
| ----- | -------- | -------- | ------- | ------- | ---------- |
| 1998  | 76 415   | 0,67     | 11 635  | 0,14    | 4 / 2038   |
| 2001  | 46 377   | 0,38     | 19 665  | 0,26    | 4 / 1997   |
| 2004  | 132 883  | 1,08     | 83 622  | 0,80    | 23 / 2034  |
| 2008  | 129 925  | 0,97     | 68 486  | 1,00    | 25 / 2020  |
| 2011  | 123 543  | 1,35     | 95 251  | 1,20    | 34 / 2026  |
| 2015  | 270 854  | 1,33     | 98 781  | 0,53    | 49 / 4108  |
| 2021  | 389 699  | 2,84     | 364 801 | 2,75    | 116 / 4046 |

### Élections municipales
| Année | 1er tour  | 1er tour | 2e tour | 2e tour | Élus           |
| Année | Voix      | %        | Voix    | %       | Élus           |
| ----- | --------- | -------- | ------- | ------- | -------------- |
| 1995  |           |          |         |         |                |
| 2001  | 255 631   | 1,80     | 126 231 | 1,69    | 1733 / 83157   |
| 2008  | 170 771   | 1,06     | 56 328  | 0,74    | 838 / 88298    |
| 2014  | 2 193 320 | 9,97     | 587 345 | 5,87    | 34703 / 214831 |
| 2020  | 1 121 434 | 9,58     | 480 324 | 8,31    | 13379 / 99440  |